# Upton (Kentucky)
Upton – miasto w Stanach Zjednoczonych, w stanie Kentucky, w hrabstwie LaRue.